# I'm Not Okay (I Promise)
"I'm Not Okay (I Promise)" é um single da banda americana de rock My Chemical Romance, contido em se segundo álbum de estúdio, Three Cheers for Sweet Revenge. "I'm Not Okay (I Promise)" foi lançado para o rádio em 28 de setembro de 2004. A música também faz parte da trilha sonora de Burnout 3: Takedown.

## Recepção e críticas
O single alcançou a posição 86 na Billboard Hot 100 dos EUA, e em março de 2005, a posição 19 na UK Singles Chart. A música também ajudou a expandir a base de fãs da banda, e foi certificada como Platina pela Recording Industry Association of America. Foi nomeado para o Kerrang! Award for Best Single. A arte da capa foi refeita em live action no interior do DVD Life on the Murder Scene da banda.

## Videoclipes
A primeira versão do videoclipe da música apresenta uma montagem de cenas de shows e a vida cotidiana da banda em Nova Jersey. Foi produzido por Rafaela Monfradini e Greg Kaplan, que também foi o diretor. Também traz fotos dos irmãos, o baixista Mikey Way e o vocalista Gerard Way, quando eram crianças e adolescentes.
A segunda versão do videoclipe mostra a vida dentro de uma escola secundária americana fictícia na forma de um trailer de filme. A banda aparece como um grupo de estudantes excluídos que são repetidamente assediados por outro grupo que é retratado como garotos populares. Os membros da banda então tentam enfrentar os garotos populares e, por fim, têm um confronto final em um corredor, com os membros armados com tacos de croquet e os garotos populares com lacrosse e equipamento de hóquei. Também contém alguns clipes expressando algumas emoções e clipes da banda tocando em uma garagem. O videoclipe foi dirigido por Marc Webb, e partes dele foram filmadas na Alexander Hamilton High School e Loyola High School em Los Angeles durante agosto de 2004. Greg Kaplan e Rafaelia Monfradini produziram. O vídeo começou a ser produzido em 13 de agosto de 2004.
Essa versão do vídeo também foi nomeada número um na contagem regressiva dos 25 melhores vídeos do Fuse, superando outros vídeos como "Basket Case" do Green Day e "Smells Like Teen Spirit" do Nirvana.

## Versões covers
A banda nova iorquina Matt Pond PA gravou um cover da música para o álbum de compilação da Engine Room Recordings, Guilt by Association Vol. 2, que foi lançado em novembro de 2008.

## Lista de faixas
EUA DVD promocional
| No. | Título                     | Duração |
| --- | -------------------------- | ------- |
| 1.  | "I'm Not Okay (I Promise)" | 3:25    |

Reino Unido CD promocional
| No. | Título                                  | Duração |
| --- | --------------------------------------- | ------- |
| 1.  | "I'm Not Okay (I Promise)" (radio edit) | 3:08    |

Reino Unido CD1 7" vinil
| No. | Título                     | Duração |
| --- | -------------------------- | ------- |
| 1.  | "I'm Not Okay (I Promise)" | 3:09    |
| 2.  | "Bury Me in Black" (demo)  | 2:39    |

Reino Unido CD2
| No. | Título                                                   | Duração |
| --- | -------------------------------------------------------- | ------- |
| 1.  | "I'm Not Okay (I Promise)"                               | 3:09    |
| 2.  | "Bury Me in Black" (demo)                                | 2:37    |
| 3.  | "You Know What They Do to Guys Like Us in Prison" (live) | 2:51    |
| 4.  | "I'm Not Okay (I Promise)" (video)                       | 3:25    |

Reino Unido e Austrália CD
| No. | Título                                                   | Duração |
| --- | -------------------------------------------------------- | ------- |
| 1.  | "I'm Not Okay (I Promise)"                               | 3:09    |
| 2.  | "Bury Me in Black" (demo)                                | 2:39    |
| 3.  | "You Know What They Do to Guys Like Us in Prison" (live) | 2:51    |

CD1 de Relançamento no Reino Unido e single do iTunes
| No. | Título                                                                                    | Duração |
| --- | ----------------------------------------------------------------------------------------- | ------- |
| 1.  | "I'm Not Okay (I Promise)"                                                                | 3:07    |
| 2.  | "You Know What They Do to Guys Like Us in Prison" (live from BBC Radio 1 Lock Up session) | 3:30    |

CD2 do Reino Unido e relançamento
| No. | Título                                                                                    | Duração |
| --- | ----------------------------------------------------------------------------------------- | ------- |
| 1.  | "I'm Not Okay (I Promise)"                                                                | 3:09    |
| 2.  | "You Know What They Do to Guys Like Us in Prison" (live from BBC Radio 1 Lock Up session) | 3:30    |
| 3.  | "I'm Not Okay (I Promise)" (live from MTV $2 Bill)                                        | 3:24    |

## Créditos
- Gerard Way – vocais principais e de apoio
- Ray Toro – guitarra principal
- Frank Iero – guitarra rítmica
- Mikey Way – baixo
- Matt Pelissier – bateria
- Howard Benson - teclado

Adicionais
- Produzido por Howard Benson
- Mixado por Richard Costey e Simon Askew
- Projetado e gravado por Dan Wise
- Escrito por My Chemical Romance

## Paradas
| Chart (2004)                      | Melhor posição |
| --------------------------------- | -------------- |
| Austrália (ARIA)                  | 65             |
| Europa (European Hot 100 Singles) | 67             |
| Nova Zelândia (Recorded Music NZ) | 38             |
| Scotland (OCC)                    | 23             |
| UK Singles (OCC)                  | 19             |
| US Billboard Hot 100              | 86             |
| US Billboard Modern Rock Tracks   | 4              |
| US Billboard Pop 100              | 64             |

## Certificações
| Região                                                                                                   | Certificações | Unidades certificadas/vendas |
| --- | ------------- | ---------------------------- |
| Reino Unido (BPI)                                                                                        | Gold          | 400,000                      |
| Estados Unidos (RIAA)                                                                                    | Platinum      | 1,000,000*                   |
| *números de vendas com base apenas na certificação *valores de streaming com base apenas na certificação |               |                              |

## Histórico de lançamentos
| Região         | Data                   | Gravadora                    | Formato  | Catálogo               |
| -------------- | ---------------------- | ---------------------------- | -------- | ---------------------- |
| Estados Unidos | 12 de setembro de 2004 | - Warner - Reprise - Eyeball | DVD      | PRODVD101434           |
| Reino Unido    | 12 de setembro de 2004 | - Reprise - Eyeball          | CD       | PRO15076               |
| Reino Unido    | 13 de setembro de 2004 | - Reprise - Eyeball          | CD       | - W653CD - 9362427522  |
| Reino Unido    | 7 de março de 2005     | - Reprise - Eyeball          | 7" vinil | - W666 - 5439160527    |
| Reino Unido    | 7 de março de 2005     | - Reprise - Eyeball          | CD       | - W666CD1 - 5439160522 |
| Reino Unido    | 7 de março de 2005     | - Reprise - Eyeball          | CD       | - W666CD2 - 9362427962 |
| Austrália      | 28 de maço de 2005     | - Reprise - Eyeball          | CD       | 9362427522             |
| Reino Unido    | 7 de novembro de 2005  | - Reprise - Eyeball          | CD       | - W692CD1 - 5439158692 |
| Reino Unido    | 7 de novembro de 2005  | - Reprise - Eyeball          | CD       | - W692CD2 - 9362428672 |